# Water-polo aux États-Unis
Le water-polo aux États-Unis est régi par différentes organisations. Le USA Water Polo (USAWP) régit la plupart des niveaux de water-polo dans le pays, y compris les équipes nationales et les tournois amateurs. La National Collegiate Athletic Association (NCAA) régit les collèges et la Fédération nationale des associations de lycées d'État (NFHS) régit les lycées. Aucune ligue professionnelle de water-polo ne fonctionne aux États-Unis.

## Équipes nationales
Les équipes nationales masculines de water-polo représentent les États-Unis dans des tournois internationaux, notamment les Jeux olympiques, les Championnats du monde aquatiques, la Coupe du monde de water-polo FINA, la Ligue mondiale de water-polo FINA et les Jeux panaméricains.

### Équipe nationale masculine
L'équipe nationale masculine de water-polo des États-Unis a remporté plusieurs médailles dans des tournois internationaux. En 1988 et 2009, les États-Unis se sont hissés au deuxième rang mondial du classement mondial de water-polo FINA, leur meilleur classement à ce jour,,.

#### Jeux olympiques
Des tournois masculins de water-polo sont organisés aux Jeux olympiques depuis 1900. Les États-Unis ont participé à 22 des 27 tournois. L'équipe nationale masculine de water-polo des États-Unis est la seule équipe non européenne à avoir remporté des médailles dans le tournoi olympique de water-polo masculin. Aux Jeux olympiques de 1904, l'équipe américaine a remporté les médailles d'or, d'argent et de bronze au tournoi de water-polo masculin (épreuve de démonstration). Depuis 1904, l'équipe a remporté trois médailles d'argent aux Jeux olympiques de 1984, 1988 et 2008 et trois médailles de bronze aux Jeux olympiques de 1924, 1932 et 1972. L'équipe a également terminé quatrième aux Jeux olympiques de 1920, 1952 et 1992.

#### Autres tournois internationaux
Des tournois masculins de water-polo sont organisés aux Championnats du monde aquatiques de la FINA depuis 1973. Les États-Unis ont participé à tous les tournois, mais l'équipe n'a remporté aucune médaille. Le meilleur résultat est la quatrième place (1986, 1991 et 2009). (Remarque : les équipes européennes ont remporté toutes les médailles des tournois masculins de water-polo).
La Coupe du monde de water-polo masculin FINA a été créée en 1979. Les États-Unis ont participé à 15 des 16 tournois. L'équipe a remporté la Coupe du monde de water-polo masculin de la FINA en 1991 et 1997, devenant ainsi la seule équipe non européenne à remporter la Coupe du monde de water-polo masculin de la FINA. L'équipe a également terminé deuxième en 1979 et 1985 . De plus, l'équipe a terminé 7 fois à la quatrième place (1981, 1983, 1987, 1993, 1995, 2010 et 2014).
La Ligue mondiale de water-polo masculin de la FINA a débuté en 2002. Les États-Unis ont participé à 17 des 18 tournois. L'équipe a terminé à la deuxième place deux fois (2008 et 2016), à la troisième place une fois (2003) et à la quatrième place 7 fois (2007, 2009, 2011, 2012, 2013, 2015 et 2017).
Des tournois masculins de water-polo sont organisés aux Jeux panaméricains depuis 1951. L'équipe des États-Unis a participé et remporté des médailles dans les dix-huit tournois. Depuis 1995, l'équipe a remporté sept médailles d'or consécutives (1995, 1999, 2003, 2007, 2011, 2015 et 2019).

#### Record de compétition
| Tournoi                           | Les apparences | Finitions | Finitions  | Finitions       | Finitions       | Finitions |
| Tournoi                           | Les apparences | Champions | Finalistes | Troisième place | Quatrième place | Total     |
| --------------------------------- | -------------- | --------- | ---------- | --------------- | --------------- | --------- |
| Jeux olympiques                   | 22             | 0 (1)     | 3 (4)      | 3 (4)           | 3               | 9 (12)    |
| Championnats du monde aquatiques  | 18             | 0         | 0          | 0               | 3               | 3         |
| Coupe du monde de water-polo FINA | 15             | 2         | 2          | 0               | 7               | 11        |
| Ligue mondiale de water-polo FINA | 17             | 0         | 2          | 1               | 7               | dix       |
| Jeux panaméricains                | 18             | 13        | 4          | 1               | 0               | 18        |
| Total                             | 90             | 15 (16)   | 11 (12)    | 5 (6)           | 20              | 51 (54)   |

## Water-polo universitaire
Le water-polo n'a pas de championnat professionnel aux États-Unis, donc le plus haut niveau de compétition annuelle se situe au niveau collégial. En tant que sport universitaire pour hommes, le water-polo géré par la  NCAA est populaire aux États-Unis le long de la côte ouest et dans certaines parties de la côte est.

### Water-polo universitaire masculin
Au cours de l'année scolaire 2017-2018, 48 écoles membres de la NCAA ont parrainé le water-polo masculin au niveau universitaire, avec 1 047 participants dans les trois divisions,.
| School year | Total member institutions | Total teams | % of member institutions | Total athletes | Average squad size |
| ----------- | ------------------------- | ----------- | ------------------------ | -------------- | ------------------ |
| 1956–1957   | 395                       | 11          | 2.8%                     | 272            | 24.7               |
| 1961–1962   | 536                       | 30          | 5.6%                     | 675            | 22.5               |
| 1966–1967   | 577                       | 31          | 5.4%                     | 755            | 24.4               |
| 1971–1972   | 663                       | 52          | 7.8%                     | 1,162          | 22.3               |
| 1976–1977   | 722                       | 48          | 6.6%                     | 975            | 20.3               |
| 1981–1982   | 753                       | 49          | 6.5%                     | 1,002          | 20.4               |
| 1982–1983   | 788                       | 51          | 6.5%                     | 1,181          | 23.2               |
| 1983–1984   | 786                       | 52          | 6.6%                     | 1,101          | 21.2               |
| 1984–1985   | 791                       | 52          | 6.6%                     | 1,114          | 21.4               |
| 1985–1986   | 794                       | 53          | 6.7%                     | 1,128          | 21.3               |
| 1986–1987   | 792                       | 56          | 7.1%                     | 1,121          | 20.0               |
| 1987–1988   | 793                       | 58          | 7.3%                     | 1,170          | 20.2               |
| 1988–1989   | 800                       | 58          | 7.3%                     | 1,189          | 20.5               |
| 1989–1990   | 802                       | 55          | 6.9%                     | 1,106          | 20.1               |
| 1990–1991   | 828                       | 54          | 6.5%                     | 1,151          | 21.3               |
| 1991–1992   | 847                       | 48          | 5.7%                     | 996            | 20.8               |
| 1992–1993   | 864                       | 47          | 5.4%                     | 978            | 20.8               |
| 1993–1994   | 892                       | 39          | 4.4%                     | 841            | 21.6               |
| 1994–1995   | 947                       | 37          | 3.9%                     | 747            | 20.2               |
| 1995–1996   | 998                       | 44          | 4.4%                     | 862            | 19.6               |
| 1996–1997   | 994                       | 42          | 4.2%                     | 892            | 21.2               |
| 1997–1998   | 985                       | 43          | 4.4%                     | 970            | 22.6               |
| 1998–1999   | 1,031                     | 43          | 4.2%                     | 908            | 21.1               |
| 1999–2000   | 1,041                     | 42          | 4.0%                     | 825            | 19.7               |
| 2000–2001   | 1,039                     | 46          | 4.4%                     | 911            | 19.8               |
| 2001–2002   | 1,036                     | 48          | 4.6%                     | 891            | 18.6               |
| 2002–2003   | 1,033                     | 46          | 4.5%                     | 855            | 18.6               |
| 2003–2004   | 1,039                     | 46          | 4.4%                     | 865            | 18.8               |
| 2004–2005   | 1,045                     | 46          | 4.4%                     | 939            | 20.4               |
| 2005–2006   | 1,062                     | 45          | 4.2%                     | 942            | 20.9               |
| 2006–2007   | 1,064                     | 41          | 3.9%                     | 893            | 21.8               |
| 2007–2008   | 1,070                     | 42          | 3.9%                     | 919            | 21.9               |
| 2008–2009   | 1,069                     | 42          | 3.9%                     | 914            | 21.8               |
| 2009–2010   | 1,073                     | 41          | 3.8%                     | 925            | 22.6               |
| 2010–2011   | 1,087                     | 43          | 4.0%                     | 1,018          | 23.7               |
| 2011–2012   | 1,096                     | 43          | 3.9%                     | 1,015          | 23.6               |
| 2012–2013   | 1,106                     | 43          | 3.9%                     | 999            | 23.2               |
| 2013–2014   | 1,113                     | 44          | 4.0%                     | 1,051          | 23.9               |
| 2014–2015   | 1,119                     | 44          | 3.9%                     | 1,044          | 23.7               |
| 2015–2016   | 1,119                     | 45          | 4.0%                     | 1,014          | 22.5               |
| 2016–2017   | 1,116                     | 47          | 4.2%                     | 1,013          | 21.6               |
| 2017–2018   | 1,114                     | 48          | 4.3%                     | 1,047          | 21.8               |
| School year | Total member institutions | Total teams | % of member institutions | Total athletes | Average squad size |

#### Championnat de water-polo masculin de la NCAA
Le championnat de water-polo masculin de la NCAA est un tournoi annuel visant à déterminer le champion national du water-polo collégial masculin de la NCAA. Il a lieu chaque année depuis 1969. Toutes les équipes masculines, qu'elles soient de la Division I, de la Division II ou de la Division III, sont éligibles pour concourir chaque année.
| Collège                                     | Équipe                         | Champions | Finalistes | Total |
| ------------------------------------------- | ------------------------------ | --------- | ---------- | ----- |
| Université de Californie, Berkeley          | Ours d'or de Californie        | 14        | 8          | 22    |
| Université de Californie, Los Angeles       | Bruins de l'UCLA               | 11        | 9          | 20    |
| Université de Californie du Sud             | Chevaux de Troie USC           | dix       | 12         | 22    |
| Université Stanford                         | Cardinal de Stanford           | dix       | 11         | 21    |
| Université de Californie, Irvine            | Fourmiliers UC Irvine          | 3         | 6          | 9     |
| Université Pepperdine                       | Vagues Pepperdine              | 1         | 0          | 1     |
| Université de Californie, Santa Barbara     | UC Santa Barbara Gauchos       | 1         | 0          | 1     |
| Université d'État de Californie, Long Beach | 49ers de l'État de Long Beach  | 0         | 1          | 1     |
| Université d'État de San José               | Spartans de l'État de San José | 0         | 1          | 1     |
| Université de Californie, San Diego         | UC San Diego Tritons           | 0         | 1          | 1     |
| Université du Pacifique                     | Tigres du Pacifique            | 0         | 1          | 1     |
| Total                                       | 11                             | 50        | 50         | 100   |

## Water-polo au lycée
Le water-polo au lycée est populaire dans certains États, dont la Californie, la Floride et l'Illinois.

### Water-polo lycéen garçons
La Fédération nationale des associations de lycées d'État a présenté 22 475 garçons dans des équipes de water-polo au cours de l'année scolaire 2018-2019.
| School year | Number of states | States*                            | Number of schools | Number of participants | Average squad size | Ref.   |
| ----------- | ---------------- | ---------------------------------- | ----------------- | ---------------------- | ------------------ | ------ |
| 1969–1970   | 2                | CA, HI                             | 152               | 5,854                  | 38.5               | [ 6 ]  |
| 1971–1972   | 2                | CA, HI                             | 155               | 6,000                  | 38.7               | [ 7 ]  |
| 1973–1974   | 4                | CA, HI, MO, OH                     | 288               | 9,754                  | 33.9               | [ 8 ]  |
| 1975–1976   | 6                | CA, HI, MI, MO, NV, OH             | 363               | 12,149                 | 33.5               | [ 9 ]  |
| 1977–1978   | 7                | CA, FL, HI, IL, MI, MO, OH         | 397               | 12,455                 | 31.4               | [ 10 ] |
| 1978–1979   | 4                | CA, FL, HI, MO                     | 355               | 10,027                 | 28.2               | [ 11 ] |
| 1979–1980   | 6                | CA, FL, HI, MI, MO, UT             | 363               | 10,168                 | 28.0               | [ 12 ] |
| 1980–1981   | 7                | CA, FL, HI, MI, MO, NV, PA         | 354               | 10,279                 | 29.0               | [ 13 ] |
| 1981–1982   | 8                | CA, FL, HI, IL, MI, MO, NV, PA     | 369               | 8,931                  | 24.2               | [ 14 ] |
| 1982–1983   | 8                | CA, FL, HI, IL, MI, MO, NV, UT     | 368               | 8,675                  | 23.6               | [ 15 ] |
| 1983–1984   | 7                | CA, FL, HI, IL, MI, NV, PA         | 308               | 7,634                  | 24.8               | [ 16 ] |
| 1984–1985   | 6                | CA, FL, IL, MI, NV, PA             | 304               | 7,689                  | 25.3               | [ 17 ] |
| 1985–1986   | 7                | CA, FL, MI, MO, NE, PA, UT         | 340               | 8,635                  | 25.4               | [ 18 ] |
| 1986–1987   | 9                | CA, FL, HI, IL, MI, MO, NV, OH, PA | 374               | 9,686                  | 25.9               | [ 19 ] |
| 1987–1988   | 9                | CA, FL, HI, IL, MI, MO, OH, PA, UT | 353               | 9,664                  | 27.4               | [ 20 ] |
| 1988–1989   | 8                | CA, FL, HI, ME, MI, MO, OH, PA     | 336               | 9,315                  | 27.7               | [ 21 ] |
| 1989–1990   | 9                | CA, FL, HI, ME, MI, MO, NV, OH, PA | 343               | 9,465                  | 27.6               | [ 22 ] |
| 1990–1991   | 9                | CA, FL, HI, ME, MI, MO, NV, OH, PA | 344               | 9,709                  | 28.2               | [ 23 ] |
| 1991–1992   | 8                | CA, FL, HI, ME, MI, MO, OH, PA     | 391               | 10,273                 | 26.3               | [ 24 ] |
| 1992–1993   | 6                | CA, FL, MI, MO, OH, PA             | 387               | 9,985                  | 25.8               | [ 25 ] |
| 1993–1994   | 5                | CA, HI, MO, OH, PA                 | 412               | 10,562                 | 25.6               | [ 26 ] |
| 1994–1995   | 7                | CA, FL, HI, MO, NV, OH, PA         | 412               | 10,599                 | 25.7               | [ 27 ] |
| 1995–1996   | 7                | CA, FL, HI, MO, NV, OH, PA         | 430               | 10,238                 | 23.8               | [ 28 ] |
| 1996–1997   | 8                | CA, FL, HI, MI, MO, NV, OH, PA     | 442               | 10,528                 | 23.8               | [ 29 ] |
| 1997–1998   | 8                | CA, FL, MI, MO, NV, OH, PA, TX     | 549               | 13,247                 | 24.1               | [ 30 ] |
| 1998–1999   | 9                | CA, FL, HI, MI, MO, NV, OH, PA, TX | 581               | 13,763                 | 23.7               | [ 31 ] |
| 1999–2000   | 8                | CA, FL, HI, MI, MO, OH, PA, TX     | 572               | 13,871                 | 24.3               | [ 32 ] |
| 2000–2001   | 6                | CA, FL, HI, MI, OH, PA             | 525               | 12,905                 | 24.6               | [ 33 ] |
| 2001–2002   | 6                | CA, FL, HI, IL, OH, PA             | 568               | 13,735                 | 24.2               | [ 34 ] |
| 2002–2003   | 8                | CA, FL, HI, IL, MI, MO, OH, PA     | 619               | 15,279                 | 24.7               | [ 35 ] |
| 2003–2004   | 8                | CA, FL, HI, IL, MI, MO, OH, PA     | 635               | 15,649                 | 24.6               | [ 36 ] |
| 2004–2005   | 8                | CA, FL, HI, IL, MI, MO, OH, PA     | 645               | 16,822                 | 26.1               | [ 37 ] |
| 2005–2006   | 8                | CA, FL, HI, IL, MI, MO, OH, PA     | 658               | 17,061                 | 25.9               | [ 38 ] |
| 2006–2007   | 8                | CA, FL, HI, IL, MI, MO, OH, PA     | 725               | 18,502                 | 25.5               | [ 39 ] |
| 2007–2008   | 7                | CA, FL, HI, IL, MI, OH, PA         | 698               | 18,032                 | 25.8               | [ 40 ] |
| 2008–2009   | 8                | CA, FL, HI, IL, MI, MO, OH, PA     | 746               | 20,650                 | 27.7               | [ 41 ] |
| 2009–2010   | 8                | CA, FL, HI, IL, MI, MO, OH, PA     | 758               | 20,749                 | 27.4               | [ 42 ] |
| 2010–2011   | 8                | CA, FL, HI, IL, MI, MO, OH, PA     | 768               | 20,757                 | 27.0               | [ 43 ] |
| 2011–2012   | 8                | CA, FL, HI, IL, MI, MO, OH, PA     | 783               | 20,721                 | 26.5               | [ 44 ] |
| 2012–2013   | 8                | CA, FL, HI, IL, MI, MO, OH, PA     | 789               | 21,943                 | 27.8               | [ 45 ] |
| 2013–2014   | 9                | CA, DC, FL, HI, IL, MI, MO, OH, PA | 795               | 21,451                 | 27.0               | [ 46 ] |
| 2014–2015   | 9                | CA, DC, FL, HI, IL, MI, MO, OH, PA | 807               | 21,626                 | 26.8               | [ 47 ] |
| 2015–2016   | 9                | CA, DC, FL, HI, IL, MI, MO, OH, PA | 826               | 21,857                 | 26.5               | [ 48 ] |
| 2016–2017   | 9                | CA, DC, FL, HI, IL, MI, MO, OH, PA | 822               | 21,286                 | 25.9               | [ 49 ] |
| 2017–2018   | 9                | CA, DC, FL, HI, IL, MI, MO, OH, PA | 838               | 22,501                 | 26.9               | [ 50 ] |
| 2018–2019   | 8                | CA, FL, HI, IL, MI, MO, OH, PA     | 862               | 22,475                 | 26.1               | [ 51 ] |
| School year | Number of states | States*                            | Number of schools | Number of participants | Average squad size | Ref.   |

* Abréviations : CA – Californie, DC – Washington, DC, FL – Floride, HI – Hawaï, IL – Illinois, ME – Maine, MI – Michigan, MO – Missouri, NE – Nebraska, NV – Nevada, OH – Ohio, PA – Pennsylvanie, TX – Texas, UT – Utah .

## Temple de la renommée du water-polo des États-Unis
Le USA Water Polo Hall of Fame a été créé par le USA Water Polo en 1976 afin honorer les joueurs, les entraîneurs et les officiels qui ont grandement contribué au water-polo aux États-Unis.